# 納瑟施特拉萊格山
46°33′12″N 08°07′58″E / 46.55333°N 8.13278°E
納瑟施特拉萊格山（德語：Nasse Strahlegg）是瑞士伯恩州的山峰，位於該國南部，屬於伯尔尼山的一部分，海拔高度3,485米，每年平均降雨量2,465毫米。

## 外部連結
- Nasse Strahlegg on Hikr （页面存档备份，存于）